# Silene samarkandensis
Silene samarkandensis är en nejlikväxtart som beskrevs av Preobr. Silene samarkandensis ingår i släktet glimmar, och familjen nejlikväxter. Inga underarter finns listade i Catalogue of Life.